# Lydia Cabrera

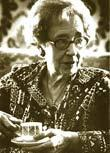
Lydia Cabrera

Lydia Cabrera (* 20. Mai 1899 in Havanna, Kuba; † 19. September 1991 in Miami, Florida) war eine kubanische Anthropologin und Dichterin.

## Leben
Lydia Cabrera wurde 1899 als jüngstes von acht Kindern in Havanna geboren. Ihr Vater war ein bekannter Anwalt. Ab 1927 studierte sie Malerei an der Academie Moderne unter Leitung von Fernand Léger. Ihr Diplom erwarb sie an der École du Louvre. Nach dem Tod ihrer Lebensgefährtin Teresa de la Parra kehrte sie 1938 nach Kuba zurück. 
Sie forschte über Santería und andere afrokubanische Religionen. Als ihr bedeutendstes Werk gilt El Monte, eine anthropologische Untersuchung afrokubanischer Traditionen. In Paris veröffentlichte sie 1936 den Band Contes nègres de Cuba mit traditionellen afrokubanischen Erzählungen, der 1940 auch in spanischer Übersetzung in Kuba erschien (2. Aufl. 1972 in Spanien, 3. Aufl. 1993 in Miami).